# Agrotis canities
Agrotis canities là một loài bướm đêm trong họ Noctuidae.